# 劉沅
劉沅（1768年—1855年），字止唐，一字訥如，號清陽居士，四川雙流人，清朝医学家。

## 生平概要
祖籍湖北麻城，先世於明末避匿峨眉山，高祖劉坤始定居四川雙流。劉沅出生於清乾隆三十三年（1768年），乾隆五十年（1785年）入為雙流縣庠生，乾隆五十三年（1788年）被選拔為貢生。翌年（1789年）選拔明經，國子監典簿，不久辭歸奉母。乾隆五十七年（1792年）由拔貢中試舉人。
早年劉沅身体羸弱，道家野雲老人授以「存神養氣」口訣，老當益壯，連生八子，創火居道派（法言壇）。居鄉講學，教學不計酬勞，弟子分布於川西、川南地區，世稱「槐軒學派」。醫道高明，鄭欽安曾從劉沅學醫。道光五年（1825年），授劉沅文職正二品資政大夫。數十年筆耕不輟，著有《法言匯篡》、《十三經恆解》等書。晚年喜公益活動，集資籌辦慈善事業。卒於咸豐5年（1855年），後人編有《槐軒全書》。子劉桂文等。孫劉咸荥（字豫波，1857-1949）是成都“五老七贤”之一。孫劉咸炘乃是著名歷史學家。

## 外部連結
- 劉沅 槐軒全書